# Batalha de Tetovo
A Batalha de Tetovo (em macedônio/macedónio:  Битка за Тетово, em albanês:  Beteja e Tetovës), foi o maior confronto durante a insurgência de 2001 na República da Macedônia, na qual as forças de segurança macedônias lutaram contra o Exército de Libertação Nacional (NLA) pelo controle da cidade de Tetovo.

## Prelúdio
Tetovo é a quinta maior cidade da Macedônia, cuja maioria de cidadãos são de etnia albanesa. Durante a dissolução da Iugoslávia na década de 1990, mais de 2.000 albaneses étnicos marcharam através de Tetovo exigindo a secessão da República Socialista da Macedônia e a unidade com a Albânia. A autodeterminação de uma minoria étnica dentro de um estado não era um direito ao abrigo da constituição da República Socialista da Macedônia, e protestando contra a sua falta de representação ao abrigo da constituição de uma nova República da Macedônia, os albaneses da Macedónia boicotaram o referendo sobre a independência. da Iugoslávia e foram, portanto, excluídos de quase qualquer representação no novo governo. Tetovo tornou-se a sede dos novos partidos políticos albaneses, considerados inconstitucionais pela República da Macedónia. As tensões pioraram, Tetovo, juntamente com a cidade de Gostivar, acolheram e abrigaram vários milhares de refugiados muçulmanos bósnios desde 1992 até ao fim da guerra da Bósnia. Antes do bombardeamento da Iugoslávia pela OTAN sobre o Kosovo, Tetovo tornou-se a base de abastecimento de retaguarda do Exército de Libertação do Kosovo, e mais tarde o lar de mais de 100.000 refugiados kosovares da guerra do Kosovo. O plano de Gligorov de realocar os refugiados Kosovar para a Albânia através do corredor de refugiados através da Macedónia foi abandonado, e os refugiados começaram a reunir-se em Tetovo, Gostivar e nas cidades dominadas pela Albânia Ocidental durante os últimos meses do verão. O KLA começou a utilizar o hospital de Tetovo para tratar os combatentes feridos. Sendo a capital não oficial da etnia albanesa na Macedónia, Tetovo estava repleta de refugiados do Kosovo e estava profundamente envolvida no fornecimento de munições ao KLA.
A cidade de Tetovo, dominada pelos albaneses, esteve profundamente envolvida na guerra do Kosovo desde a Primavera de 1998, e alguns dirigentes do ELK vieram de Tetovo, como Bardhyl Mahmuti. Muitos albaneses instruídos em Tetovo com menos de 50 anos de idade frequentaram a Universidade de Pristina antes de esta ter sido expurgada de professores de etnia albanesa no início da década de 1990. Antes de 1991, o Kosovo e a Macedónia faziam parte da Jugoslávia, o que significava acesso irrestrito entre as entidades.
Em 1997, Alajdin Demiri, o prefeito de Tetovo, foi preso por hastear a bandeira da águia de duas cabeças da Albânia na prefeitura de Tetovo e em 2000 a eclosão das hostilidades em Tanuševci se espalhou pelas cidades de Tetovo e Gostivar. Com a formação de uma insurgência, a Frente de Libertação Nacional (NLA) começou a tomar território dentro e ao redor da área de Tetovo. As escaramuças entre a insurgência e as forças governamentais tornaram-se comuns em outras partes do país.
As forças macedônias, totalizando mais de 3.000 homens, possuíam uma quantidade limitada de armaduras e artilharia. Alegadamente, eles possuíam vários veículos blindados de transporte de pessoal, Obuseiros de 105mm e 122mm, tanques T-55 ex-búlgaros. A maior parte da sua força consistia em reservistas à beira do conflito. Estes números aumentariam rapidamente nos meses seguintes, à medida que as despesas militares da Macedónia quadruplicaram para quase 7% do PIB, o que resultou em grandes compras de equipamento militar, principalmente da Ucrânia e da Bulgária, e na mobilização de forças policiais especiais, como os Leões e os Tigres. No auge do conflito, toda a 1ª Brigada Mecanizada estava estacionada no município de Tetovo e arredores.
O NLA, uma força principalmente de guerrilha, tinha apenas uma variedade de foguetes, armas de assalto e morteiros. No entanto, eles tinham a vantagem de posições ocultas nas montanhas que circundavam a cidade. Armas e suprimentos chegaram do Kosovo até as linhas de frente nas montanhas Šar por meio de caravanas de cavalos. Os montes Baltepe e Kale eram importantes pontos fortes, sendo que ambos abrigavam antigas fortalezas que sobraram do Império Otomano. Os rebeldes construíram uma série de trincheiras e bunkers de defesa.

## Batalha

### Fase inicial
Durante a tarde de 14 de março, os albaneses étnicos realizaram uma manifestação nacionalista na cidade. Por volta dessa época, tiros de metralhadora foram disparados contra a polícia macedônia a partir da colina de Baltepes. O confronto em Tetovo começou quando cerca de 15 rebeldes abriram fogo com espingardas no subúrbio de Kale, cerca de 2 quilómetros a norte do centro da cidade e na aldeia vizinha de Selce. O NLA passou a enfrentar as forças macedônias com tiros de franco-atiradores e ataques de morteiros.
A primeira morte civil foi a de um motorista de táxi albanês que foi morto no primeiro dia da rebelião no antigo bairro otomano de Koltuk, quando a polícia abriu fogo com metralhadoras indiscriminadamente, embora os principais combates na época estivessem ocorrendo a 2 quilômetros de distância., além do Kale, a fortaleza acima da cidade, na aldeia de Lavce.
Quinze policiais macedônios e um soldado alemão da OTAN também ficaram feridos quando um quartel conjunto nos arredores da cidade foi atingido por tiros de morteiro. No dia seguinte, o Ministério da Defesa alemão deslocou dois tanques Leopard 2 de Prizren, no Kosovo, a fim de proteger a base. Metade dos 1.200 soldados alemães foram evacuados para outro local a oito quilômetros de distância. Até 20 de Março, outras 400 tropas de combate alemãs da KFOR equipadas com veículos blindados Marder e mais tanques Leopard II foram enviadas para Tetovo. Os civis continuaram com suas atividades diárias, mas as ruas ficaram vazias. Cafés e lojas ficaram desertos e a eletricidade foi cortada em parte da cidade. Nos cafés que permaneceram abertos, era comum ver algumas pessoas se arriscando a assistir a tiroteios.
O veterano do Exército Iugoslavo e ex-vice-comandante do Corpo de Proteção do Kosovo, Gëzim Ostreni, servindo como líder militar, frequentemente superou o Exército Macedônio com os guerrilheiros altamente móveis. Em 21 de Março, os dois lados testemunharam um breve cessar-fogo. O dia estava tranquilo, sem um único tiro. A essa altura, porém, milhares de residentes já haviam fugido da cidade. Aqueles que permaneceram seguiram em frente com a vida da melhor maneira que puderam enquanto ambas as facções se recuperavam. Foi também neste dia que o exército macedônio escalou Kale Hill sob a cobertura de artilharia e tiros.
No dia 22 de Março, após dois meses de violência esporádica, dois albaneses foram mortos a tiro perto do estádio de futebol, nos distritos orientais. Os dois homens aproximaram-se de um posto de controlo macedónio num carro branco e atiraram um dispositivo aos polícias. Os homens foram baleados imediatamente. Os meios de comunicação ocidentais e albaneses relataram que as forças macedónias confundiram um telemóvel com um dispositivo explosivo, embora mais tarde tenha sido estabelecido que se tratava, de facto, de uma granada de mão. As imagens dos homens mortos tornaram-se famosas, marcando os primeiros mártires da insurgência e trazendo a violência da Macedónia para os holofotes mundiais.
Os macedónios continuaram a reforçar as suas forças de segurança e mobilizaram tanques T-55 em apoio.
Na cidade velha de Tetovo, um posto de controle de sacos de areia perto da Igreja de São Nicolau sofreu bombardeios frequentes em casas nas terras altas. Nos dias seguintes, várias escaramuças eclodiram nas colinas. Um helicóptero Macedônio Mi-17 caiu enquanto transportava forças policiais para uma estação de esqui nos arredores da cidade, matando o piloto e ferindo 16 policiais. A maioria dos rebeldes resistiu na montanha Baltepe. Do distrito de Koltak, as forças macedônias lançaram fogo contra as posições albanesas. Isso geralmente era devolvido com tiros de metralhadora, franco-atiradores e morteiros.
Uma série de explosões foi claramente visível nas colinas acima de Tetovo, enquanto moradores aterrorizados corriam em busca de abrigo. As colinas foram ocupadas pelas forças guerrilheiras albanesas na semana passada. O exército macedónio disparava indiscriminadamente e várias das colunas de fumo que subiam vinham de casas de civis. Não houve informações sobre vítimas, mas o risco para os civis era alto. As colinas ao redor de Tetovo estão repletas de casas e não ficou claro se todas foram evacuadas. O NLA manteve-se firme.
Pouco tempo após o início da ofensiva governamental, o exército macedónio emitiu um ultimato, dando ao NLA 24 horas para cessar as hostilidades e render-se, ou deixar a Macedónia. Após o prazo, as forças de segurança macedónias continuaram a utilizar todos os seus meios contra as posições dos rebeldes. O ataque macedónio começou poucas horas depois de os rebeldes se terem oferecido para participar nas conversações de paz.
A forte resistência de 100 combatentes do NLA encurralados na área de Gracani depois que os combates de Tetovo continuaram a assediar a ARM, cujas unidades de infantaria pareciam extremamente relutantes em se envolver em uma batalha aberta.

### Operação MH

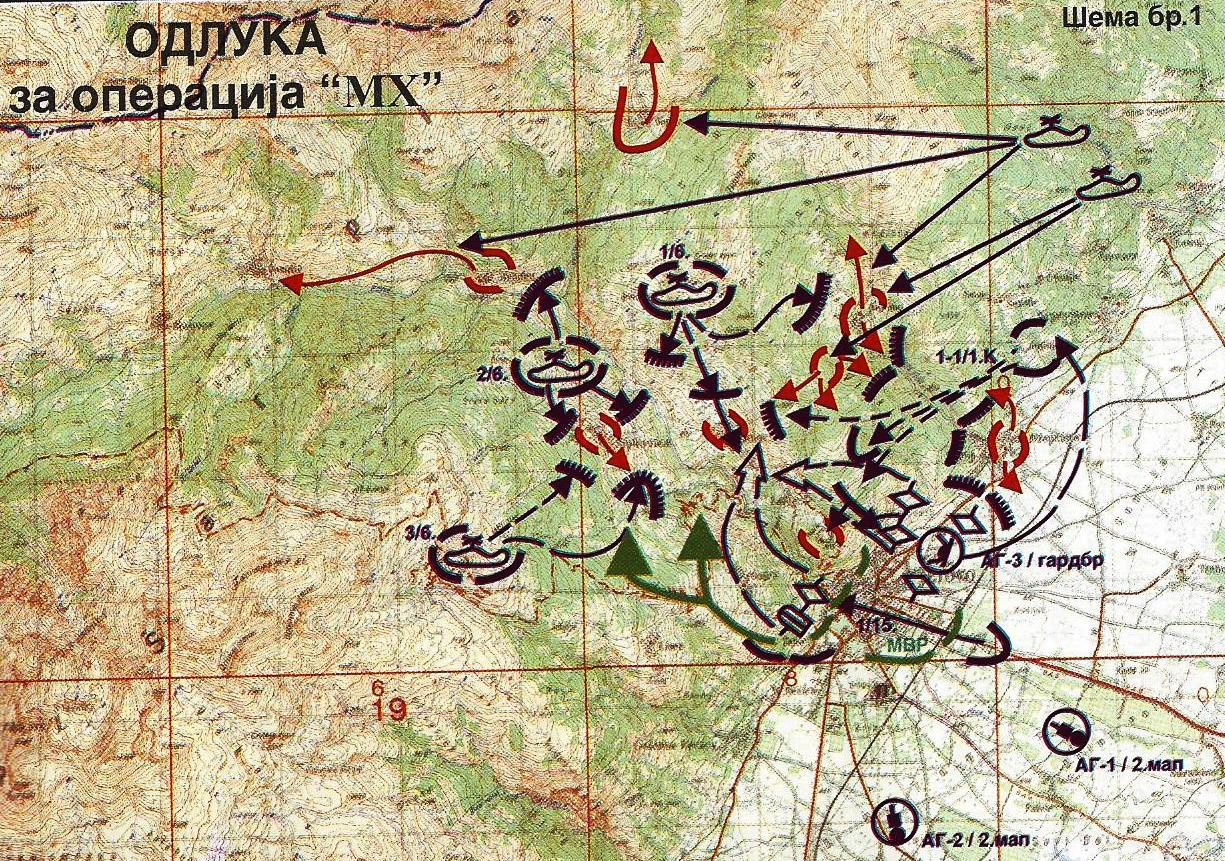
Plano para a Operação MH na área de Tetevo em 2001

A Operação MH foi a primeira ofensiva macedónia planeada e executada para expulsar os rebeldes após semanas de escaramuças com o NLA. Tudo começou em 25 de março com um ataque combinado das forças do Exército e da Polícia da Macedônia na cidade de Tetovo e nas aldeias vizinhas, que resultou na derrota das forças do NLA e na sua remoção da área de Tetovo. O NLA chamou isso de retirada tática. A ofensiva terminou dois dias depois com as forças de segurança macedónias a assumirem o controlo da cidade, da fortaleza medieval fortificada e das aldeias vizinhas.

### Emboscada em Vejce
Soldados do exército macedônio foram atacados perto da vila de Vejce, 14 quilômetros ao norte de Tetovo. Stevo Pendarovski, porta-voz do Ministério do Interior, disse: "Oito morreram e dois ficaram feridos. Eles foram alvejados com metralhadoras e lançadores de foguetes. As forças macedônias responderam e os agressores se retiraram. A situação está tranquila agora. Foi um incidente isolado." A suposição foi prematura. O assassinato dos oito comandos, que representou uma enorme perda para um país de apenas dois milhões de habitantes, provocou a primeira reacção civil por parte dos macedónios agrupados num sinistro novo estilo paramilitar, organizações de “autodefesa” na cidade de Bitola, no sul do país, a 170 quilômetros de distância ao sul de Skopje, de onde vieram quatro dos soldados mortos. Multidões de etnia macedónia saquearam e incendiaram lojas albanesas.

### Segunda fase
Em 6 de junho foi iniciado outro cessar-fogo, que durou dezoito dias antes de ser quebrado pelo NLA. Pouco antes do meio-dia de 22 de julho, tiros de metralhadoras e armas leves quebraram o silêncio mais uma vez. Quando os enviados dos Estados Unidos e da Europa se reuniram com o presidente Boris Trajkovski em Skopje, a 23 de Julho, a batalha atingiu os subúrbios de Tetovo.
Em 23 de julho, os macedônios usaram helicópteros Mi-24 ex-ucranianos pela primeira vez no conflito, em resposta ao fogo de morteiro albanês que feriu 20 civis na área de Koltuk. Apesar da adição destes novos helicópteros e do poder de fogo superior, o exército não tinha experiência em operações de contra-insurgência e recorreu a tácticas de marreta. Com as colinas e montanhas atrás da cidade e dezenas de aldeias povoadas por albaneses com as quais contar para apoio, os rebeldes sabiam que estavam numa posição forte em Tetovo.
Em 24 de Julho, o governo macedónio emitiu um ultimato exigindo que o NLA se retirasse das suas posições em Tetovo e das aldeias que tomou durante o cessar-fogo ou enfrentaria um ataque total. O abuso da OTAN pelos rebeldes mediou o cessar-fogo para ganhar território e os observadores internacionais criticaram o governo macedónio por usar força desproporcional contra os rebeldes levaram o governo macedónio a acusar a OTAN de se aliar aos rebeldes.

O NLA continuaria a abusar dos cessar-fogo para ganhar terreno no norte de Tetovo, como Harald Schenker afirmaria num relatório para a OSCE:
"A OSCE corria o risco de se tornar objeto de tensões dentro do governo de crise, especialmente porque não tinha mandato, muito menos poder, para impedir ou mesmo impedir os ganhos territoriais que o UÇK/NLA tinha conseguido na área a norte de Tetovo em clara violação do cessar-fogo.
No distrito de Drenovac, os rebeldes e as forças governamentais lutaram fortemente pelo estádio desportivo da cidade. A queda do estádio e do posto de controle governamental deixou os rebeldes a cinquenta metros do centro da cidade. Os residentes das áreas foram instruídos a deixar as suas casas pelas forças macedónias.
Durante os violentos combates que envolveram Tetovo de 22 a 24 de Julho, uma menina albanesa de 12 anos, Jehina Saliu, foi mortalmente ferida em Poroj. O bombardeio de Poroj matou nove civis somente no dia 23 de julho. Jeff Bieley, um jornalista que cobria o conflito, ficou preso numa caverna da aldeia durante o bombardeamento. Foi detido pelo NLA na medida em que a polícia não podia ir até lá, lembrou ele, “mas era principalmente um alvo civil”. Treze civis e cinco soldados do governo ficaram feridos. As forças governamentais macedónias também bombardearam aldeias em redor de Tetovo, que estavam sob controlo de rebeldes albaneses.
Em 25 de julho, as coisas na cidade se acalmaram enquanto os rebeldes fortificavam suas posições Em 26 de julho, o NLA concordou em voltar às suas posições originais antes do cessar-fogo em meio às ameaças do governo macedônio de que a recusa levaria a uma ofensiva em grande escala num novo cessar-fogo mediado pela OTAN.
Em 30 de Julho, o governo macedónio acusou os rebeldes de violarem o novo cessar-fogo ao permanecerem nas posições que capturaram durante a semana passada, o que o NLA negou, mas foi confirmado por observadores internacionais que avistaram os rebeldes uniformizados e com roupas civis. Isto impediu o regresso dos refugiados macedónios que abandonaram as aldeias durante os combates. Observadores internacionais também testemunharam casas de etnia macedónia a serem incendiadas pelo NLA na aldeia de Tearce.

### Fase final
As negociações do Acordo-Quadro de Ocrida finalmente entraram em jogo em 8 de Agosto. Nessa altura, Tetovo era praticamente uma cidade fantasma, tendo a maioria dos seus residentes fugido dos combates. Em 12 de Agosto de 2001, dez albaneses étnicos na aldeia de Ljuboten foram mortos pelas forças governamentais – evidentemente em vingança pelo assassinato de oito comandos macedónios explodidos por minas terrestres e de dez outros soldados mortos numa emboscada do NLA. Os oito soldados foram mortos e outros oito ficaram feridos, na manhã de 10 de Agosto, quando um camião militar macedónio atropelou duas minas antitanque numa estrada rural remota na montanha Skopska Crna Gorna, a norte de Skopje.
Ljuboten também deu pela primeira vez um perfil internacional a Ljube Boskovski, o Ministro do Interior linha-dura que é um herói para muitos macedónios comuns, mas um senhor da guerra simplório aos olhos de muitos albaneses étnicos. O presidente Trajkovski demitiu o Chefe do Estado-Maior do Exército da Macedônia, general Pande Petrovski, em 9 de agosto, após o ataque ao comboio. Petrovski disse ao Conselho de Segurança Nacional da Macedónia que “assumiria a responsabilidade” pelas vítimas. Seu vice, General Metodij Stamboliski, o substituiu. Esta foi a quarta vez que o comando das forças armadas mudou de mãos em menos de dois meses, outro sinal revelador da incapacidade do Exército macedónio para lidar com a rebelião.
No dia seguinte, os rebeldes atacaram o quartel do exército macedónio no centro de Tetovo, lançando nuvens negras de fumo sobre os subúrbios do norte e do sudoeste. Parte do quartel e um veículo blindado de transporte de pessoal foram incendiados nos combates. O NLA atacou o quartel do exército na cidade de Tetovo com metralhadoras e lançadores de granadas, matando um soldado do exército. O Conselho de Segurança Nacional da Macedônia, em resposta, autorizou outra ofensiva contra o NLA. As forças macedónias concentraram o seu ataque em torno do subúrbio de Teqe, do qual um cemitério separava ambas as facções.

## Consequências
Em 13 de agosto, os representantes da Macedônia e da Albânia assinaram o Acordo de Ocrida, encerrando a maior parte dos combates. Ao longo dos meses seguintes, as tropas da NATO e da Macedónia trabalharam para desarmar o NLA, que cedeu o poder após a Operação Colheita Essencial, que durou trinta dias.
Como resultado dos combates, a Cruz Vermelha estimou que 76 mil pessoas fugiram das suas casas. Embora a grande violência tenha terminado no dia 13, escaramuças e perseguições continuaram a ser comuns em toda a área de Tetovo. Em 14 de agosto, um policial macedônio foi morto a tiros por supostos rebeldes de etnia albanesa em Tetovo, violando o frágil cessar-fogo declarado no domingo como parte de um plano para acabar com a rebelião de seis meses e abrir caminho para o desarmamento da guerrilha Exército de Libertação Nacional. . Um comandante do NLA disse que um civil ficou ferido no tiroteio no posto de controle de Drenovec, num subúrbio de Tetovo. Ele acusou a polícia de abrir fogo.
Um embaixador ocidental em Skopje advertiu que a força da OTAN provavelmente permaneceria durante algum tempo após o processo de desarmamento, uma vez que os jovens albaneses experimentaram o sabor de uma insurgência bem sucedida. Parte do grupo guerrilheiro sente-se muito seguro de si e pode não entregar as armas. Em 12 de Novembro, três agentes da polícia macedônia foram emboscados e mortos na aldeia de Treboš.